# Herbert Bauer (Polizist)

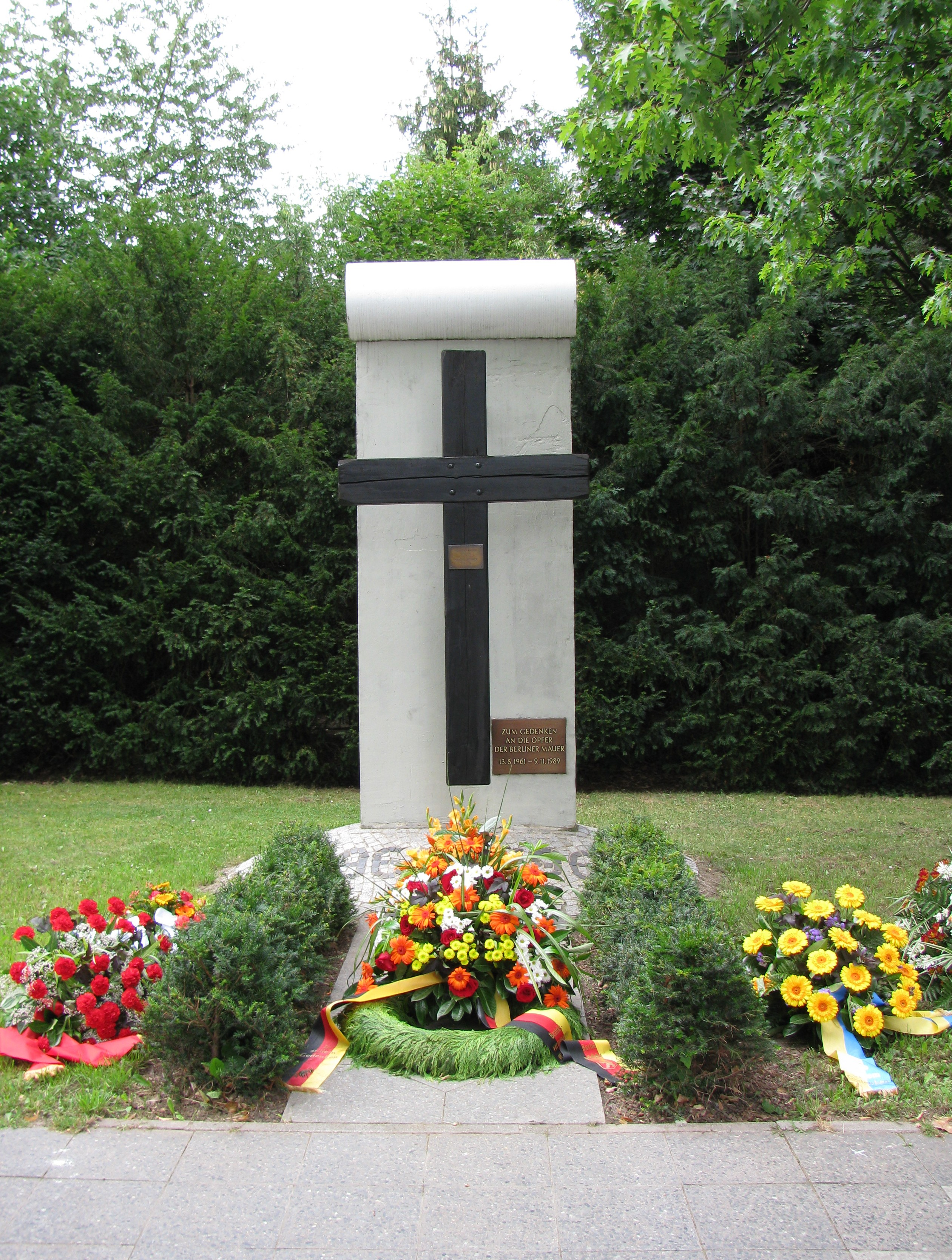
An der Ecke Edelhofdamm / Oranienburger Chaussee erinnert das Mauermahnmal Frohnau an Herbert Bauer

Herbert Bauer (* 30. November 1925; † 25. Dezember 1952  in Berlin) war ein deutscher Polizeibeamter in West-Berlin. Bauer wurde bei einem Zwischenfall während seines Dienstes an der Berliner Außengrenze von einem unbekannten Angehörigen der Sowjetarmee erschossen. Er gehört zu den Todesopfern des DDR-Grenzregimes vor dem Bau der Berliner Mauer.

## Leben
Herbert Bauer war gelernter Maschinenschlosser. Im Zweiten Weltkrieg gehörte er zum Maschinenraumpersonal eines U-Bootes im Fronteinsatz. Am 24. Mai 1946 trat Bauer in die Berliner Polizei ein. Bei der Spaltung Berlins schloss er sich der Polizei unter dem vom Berliner Magistrat eingesetzten Polizeipräsidenten Johannes Stumm an, der seinen Sitz in West-Berlin nahm.

### Tödlicher Grenzzwischenfall

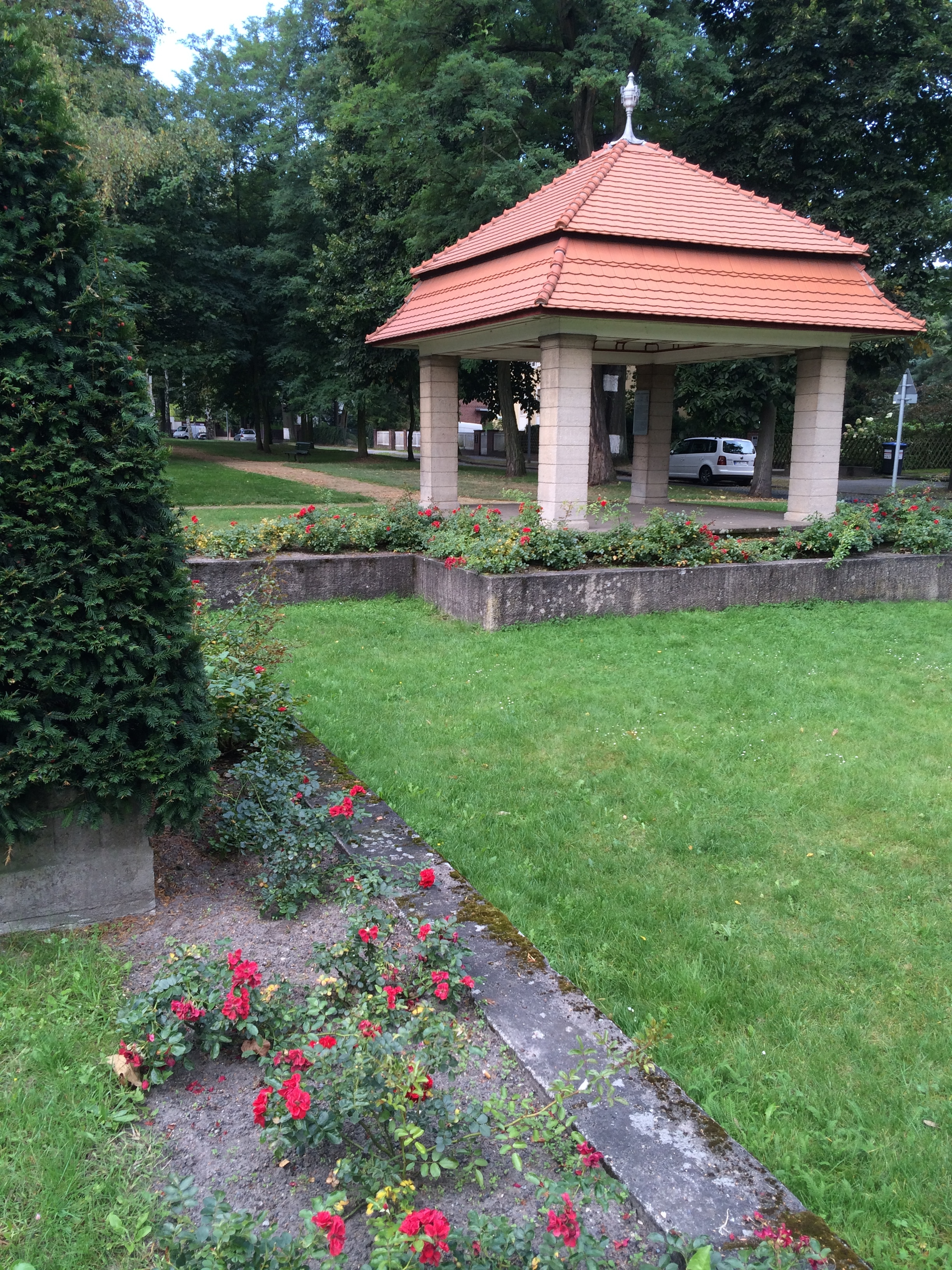
Die beiden Funkstreifenwagen hielten nach der Tatortskizze im Edelhofdamm rechts und links in Höhe des Park-Pavillons. 20 Minuten später bezogen fünf Karabinerschützen hier Stellung.

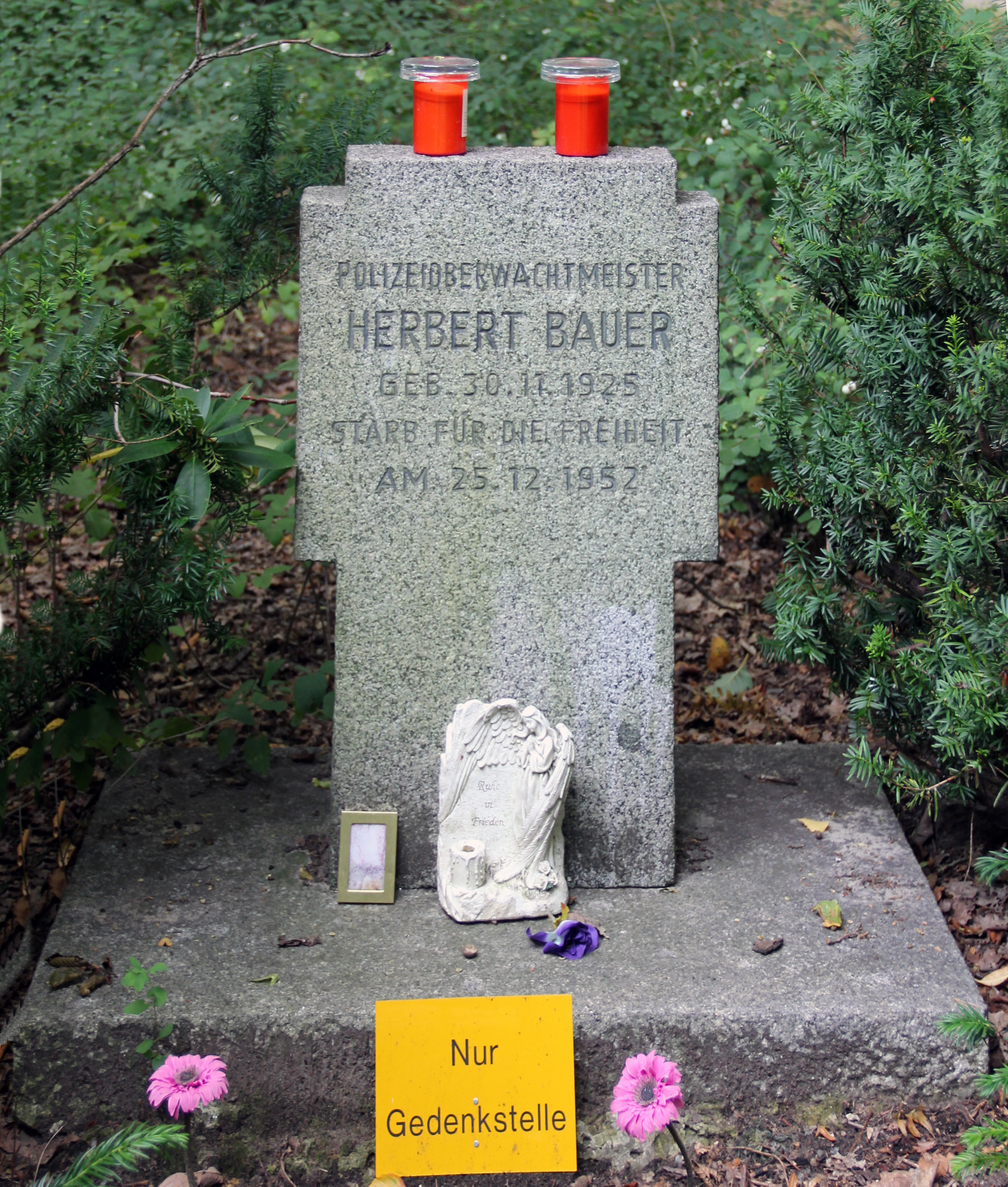
Gedenkstein im Joseph Brix–Felix Genzmer–Park, in Berlin-Frohnau

Im Dezember 1952 tat Bauer in der Polizeiinspektion Reinickendorf Dienst als Funkstreifenführer im Rang eines Polizeioberwachtmeisters auf dem Polizeirevier 298 am Ludolfingerplatz 4. Zu den Aufgaben des Reviers gehörte die Überwachung der Außengrenze des an drei Seiten von der DDR umgebenen West-Berliner Stadtteils Frohnau.
Das nachfolgende Geschehen ließ sich lediglich durch Zeugenaussagen vor der West-Berliner Polizei sowie anhand der Aufzeichnungen der Funkbetriebszentrale (Fubz) der West-Berliner Polizei rekonstruieren.

#### Der Entführungsversuch
Das Ehepaar F. aus Bad Orb weilte zu Weihnachten 1952 mit seiner Tochter im Haus Oranienburger Chaussee 68 in Berlin-Frohnau. Dieses Eckgrundstück begrenzten westlich die Oranienburger Chaussee, wobei der Eingang noch im französischen Sektor lag, und südlich die als Verlängerung des Frohnauer Edelhofdamms zur DDR-Gemeinde Glienicke/Nordbahn gehörende Leipziger Straße. Quer über die Oranienburger Chaussee und am Ende des Edelhofdamms markierten Barrieren für Fahrzeuge und Fußgänger die Berliner Grenze.
Am 25. Dezember 1952 gegen 3.30 Uhr kehrte das Ehepaar mit der Tochter zur Wohnung zurück, nachdem es eine Mitternachtsmesse besucht hatte und anschließend mit weiteren Familienmitgliedern zusammen gewesen war. Beim Betreten des Grundstücks forderten drei Sowjetsoldaten, die von der Ecke Leipziger Straße/Oranienburger Chaussee in den französischen Sektor herübergekommen waren, die Familie nach kurzem Wortwechsel auf, ihnen über die Grenze zu folgen. Mit vorgehaltenen Maschinenpistolen (MPi) vom Typ PPSch-41, schubsend und stoßend trieben sie die Familie auf der zur DDR gehörenden Oranienburger Chaussee etwa 100 Meter entlang, bis Frau F. einen schmerzhaften Herzanfall vortäuschte, indem sie mit Geschrei und um Luft ringend zu Boden ging. Die Soldaten gestatteten F. und seiner Tochter, die vermeintlich in Lebensgefahr geratene Frau in das Haus Nr. 68 zurückzubringen. Beim Öffnen der Haustür gelang es der Familie F. nach einem Handgemenge mit einem der zwei Soldaten, die erneut den französischen Sektor betreten hatten, sich ins Haus zu retten. Danach hielten sich die Soldaten auf dem Grundstück auf und versuchten vergeblich, ins Haus einzudringen. Durch den Lärm, den besonders Frau F. verursacht hatte, waren eine Grundstücksanliegerin und ein Mieter des Hauses auf das Geschehen aufmerksam geworden und hatten telefonisch die Polizei alarmiert.

#### Bauers Einsatz
Der erste Notruf erreichte die Fubz am 25. Dezember 1952 um 4.05 Uhr. Er kam von einer Anwohnerin des Grundstücks Oranienburger Chaussee 68, wonach „Russen auf ihrem Grundstück seien und um Hilfe rufende Zivilpersonen verschleppen wollten“. Daraufhin schickte die Fubz die mit drei bzw. zwei Mann besetzten Funkstreifenwagen D 18 („Dora 18“) und D 12 zur Ecke Edelhofdamm/Oranienburger Chaussee. Die Polizisten waren mit Pistolen des Modells 7,65 mm-Mauser mit je acht Schuss ausgerüstet.
Bauers Wagen D 18 hielt um 4.09 Uhr auf der rechten Fahrbahn des parkartig breiten Edelhofdamms, der etwas später eintreffende D 12 auf der linken. Bei der Ankunft von D 18 herrschte Stille. Die Sowjetsoldaten hielten sich auf dem Bürgersteig vor dem Grundstück etwa zehn Meter tief im französischen Sektor auf, waren aber in der Dunkelheit nicht zu sehen. Als Bauer mit eingeschalteter Taschenlampe die Oranienburger Chaussee zum Grundstück 68 überquerte, gab einer von zwei hinter einem Baum vor dem Grundstück hervortretenden Sowjetsoldaten einen Feuerstoß aus seiner MPi auf Bauer ab. Bauer fiel getroffen um und rief laut um Hilfe. Bauers Kollege S., der ihm in fünf Meter Abstand mit gezogener Pistole gefolgt war, verschoss daraufhin sein Magazin auf die zwei Soldaten. Ein von ihm möglicherweise getroffener Soldat lief in die Leipziger Straße. Als S. versuchte, an Bauer heranzukommen, gab der andere Sowjetsoldat Schüsse auf das Straßenpflaster zwischen S. und Bauer ab.

#### Gescheiterte Rettung
Ein Mitglied von D 12 hatte die Schüsse auf Bauer gesehen, die Schützen erkannt und war am Ende des Edelhofdamms in Stellung gegangen. Von dort aus gab er S. Feuerschutz bei einem erneuten Versuch, Bauer zu bergen, bis auch sein Magazin geleert war. Obwohl in den folgenden Minuten per Fahrrad und zu Fuß je ein Polizist und um 4.16 Uhr die fünfköpfige Gruppenstreife D 21 zur Verstärkung eintrafen, gelang es den nunmehr sich gegenseitig Feuerschutz gebenden Polizisten angesichts des wiederholt mit seiner MPi feuernden Soldaten nicht, den immer leiser rufenden Bauer zu bergen. Inzwischen waren auf DDR-Seite mehrere Angehörige der Deutschen Grenzpolizei (DGP) eingetroffen, die nach ihren Äußerungen den Auftrag hatten, mit der West-Berliner Polizei eine Rückkehr der Sowjetsoldaten aus West-Berlin zu vereinbaren. Der von ihnen angesprochene Soldat wies ihre Vermittlungsversuche mit der Aufforderung zurück, zu verschwinden, ansonsten werde er sie erschießen. Daraufhin zogen sich die Grenzpolizisten zurück.
Als um 4.30 Uhr das Einsatzkommando Reinickendorf den Edelhofdamm herauffuhr, verließ der Sowjetsoldat, während er in Richtung des Motorengeräuschs schoss, den französischen Sektor und verschwand in der Leipziger Straße. Dort zeigte sich mindestens ein weiterer Soldat, der mit seiner MPi einen Schuss auf das ankommende Einsatzkommando abgab, sich dann aber ebenfalls zurückzog.
Das Einsatzkommando bestand aus zehn Polizisten, von denen fünf mit dem Karabiner 98k ausgerüstet waren, und weiteren zehn zur Reserve, die etwa 100 Meter vor der Grenze verblieben. Die am Pavillon im Edelhofdamm in Stellung gegangenen fünf Karabinerschützen ermöglichten um 4.35 Uhr durch ihr Feuer in Richtung der möglicherweise noch anwesenden Sowjetsoldaten einem fünfköpfigen Bergungskommando, die Deckung zu verlassen, um den inzwischen verstummten Bauer abzutransportieren. Er kam ins Dominikuskrankenhaus in Berlin-Hermsdorf, wo man seinen Tod feststellte. Bauer war im Unterleib von vier Geschossen, die am Rücken ausgetreten waren, tödlich verletzt worden. Er hinterließ seine Ehefrau und zwei Söhne im Vorschulalter.

### Folgen

#### Ermittlungen
Das Kriminalkommissariat der Polizeiinspektion Reinickendorf der West-Berliner Polizei vernahm am 25. und 27. Dezember insgesamt 19 Zeugen, davon drei Angehörige der Familie F., drei Anwohner und 13 Polizisten. Eine staatsanwaltliche Ermittlungsakte existiert nicht, weil deutsche Behörden nicht juristisch gegen die Besatzungsmächte vorgehen durften. Es fehlen in der Überlieferung Tatortfotos und die Ergebnisse einer Spurensicherung.
Ebenfalls am 25. Dezember begann die französische Gendarmerie mit Zeugenvernehmungen. Am Nachmittag protestierte der Kommandant des Französischen Sektors von Berlin General Pierre Carolet öffentlich bei dem Vertreter der sowjetischen Kontrollkommission in Berlin General Sergej Dengin gegen den „widerwärtigen Mord … in der Weihnachtsnacht“, den „die ganze Welt verurteile“, und verlangte schwerste Strafen für die Schuldigen. Dengin antwortete noch am selben Tag mit einer Darstellung, wonach West-Berliner Polizisten unter intensivem Feuer versucht hätten, Sowjetsoldaten zu umzingeln, um sie auf West-Berliner Gebiet zu verschleppen. Es habe sich um eine sorgfältig vorbereitete „provokatorische Aktion“ gehandelt, die „nur dank der Tapferkeit und Kaltblütigkeit“ der Sowjetsoldaten gescheitert sei.
Ab dem 30. Dezember sperrte die Gendarmerie das Tatgebiet hermetisch ab und eine gemeinsame französisch-sowjetische Kommission begann unter Ausschluss der Öffentlichkeit mit einer Untersuchung. Die erreichbare Literatur enthält keine Information zum Ergebnis. Ebenso fehlen Angaben zu dem an dieser Stelle ganz ungewöhnlichen Auftritt einer sowjetischen Streife, deren Auftrag, die Zahl und die Verbandszugehörigkeit der Beteiligten. Auch zum Einsatz der DGP-Angehörigen fehlen nähere Erkenntnisse.

#### West-Berliner Öffentlichkeit
Der Vorfall erregte die Berliner Öffentlichkeit in starkem Maße. Das Jahr 1952 war für die West-Berliner von einschneidenden Verschlechterungen von Seiten der DDR geprägt, wie die Stilllegung des Ost-West-Telefonverkehrs im Mai und die weitgehende Sperrung der Außengrenze im Juni, die nicht nur Besuche bei Verwandten, sondern den Zugang zu tausenden außerhalb der Stadtgrenze gelegenen Arbeitsplätzen, Feriengrundstücken, Altersruhesitzen und zum größten Berliner Friedhof nahezu unmöglich gemacht hatte. Hinzu kamen Entführungen von West-Berlinern, unter denen die Walter Linses besonderen Abscheu erregt hatte. Die Umstände von Bauers Tod in der Weihnachtszeit, wie sein 30-minütiges Verbluten und die Hilflosigkeit dutzender Polizisten steigerten die Empörung gegen die sowjetische Besatzungsmacht. In den Weihnachtsfeiertagen pilgerten tausende Berliner zum Tatort, um Blumen niederzulegen. Politiker, die Presse und Vertreter der Polizei forderten eine bessere Bewaffnung der an den Grenzen eingesetzten Polizisten.
Senat und Abgeordnetenhaus ordneten Staatstrauer für Herbert Bauer am 30. Dezember 1952 an und forderten die Betriebe auf, ihre Mitarbeiter zu beurlauben, Behörden schlossen um 14.00 Uhr. An der Trauerkundgebung vor dem Rathaus Schöneberg nahmen etwa 100.000 Menschen teil. Der Regierende Bürgermeister Ernst Reuter hielt eine Rede, in der er sagte: „Niemals wollen wir uns diesem System beugen … Wir rufen auch die Mächte an, die uns schützen. Wir wollen nicht mehr dulden, dass Berliner entführt und niedergeschossen werden. Die Welt muss begreifen, dass dies unser Recht ist …“ Die Fahrt des Leichenwagens zum Friedhof „Am Nordgraben“ in Berlin-Tegel am 30. Dezember säumten hunderttausende Trauernde. Die Polizei zählte insgesamt 800.000 bis 900.000 Teilnehmer an den Feierlichkeiten. Organisation und Ablauf des feierlichen Begräbnisses erinnerten an die Feiern, die im Oktober 1948 in Ost-Berlin zu Ehren des ersten im Dienst an der Sektorengrenze getöteten Volkspolizisten Fritz Maqué stattgefunden hatten.
Am Abend des Trauertags erschossen unbekannte Täter in Ost-Berlin unmittelbar an der Grenze zum französischen Sektor den Volkspolizisten Helmut Just. Das Motiv für den Mord an Just blieb unklar, jedoch konnte ein Racheakt von Ost- oder West-Berlinern für den Mord an Bauer nicht ausgeschlossen werden.

#### Darstellung in der SED-Propaganda
Die von der Sozialistischen Einheitspartei Deutschlands (SED) gesteuerte Ost-Berliner Presse übernahm sofort die Tatversion der sowjetischen Besatzungsmacht und verschwieg dabei zunächst den Tod Bauers, später seinen Namen. In gesteigerter und ausgeschmückter Form fand sie sich fortan in Darstellungen zur Geschichte West-Berlins. Die marxistisch-leninistische Geschichtswissenschaft der DDR stellte, immer unbelegt, den Zwischenfall als „schweren Übergriff … der Stumm-Polizei“ dar. Danach sei eine sowjetische Militärstreife von 40 aus dem französischen Sektor kommenden Stummpolizisten überfallen worden, wobei „ein Westberliner Polizist Opfer der eigenen Provokation [wurde]“. Dementsprechend galt die daraufhin in West-Berlin einsetzende „zügellose Pogromhetze“ als Ursache der Ermordung Justs durch zwei Westberliner Terroristen. Ein Nachklang dieser Darstellung ist ein 1995 erschienener, mit zahllosen Fehlern behafteter und unbelegter Beitrag in dem Sammelband Tod in Berlin.

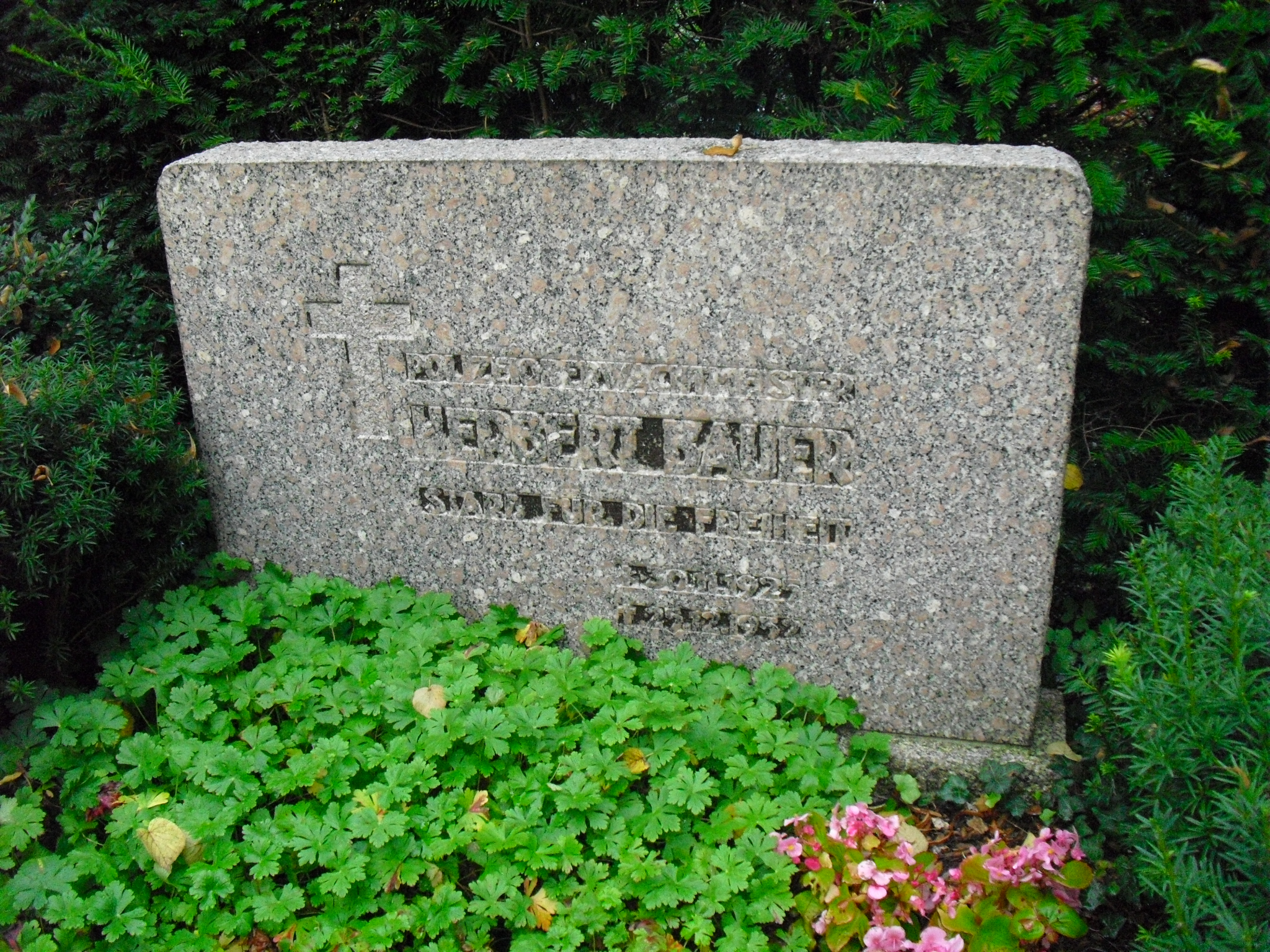
Ehrengrab Herbert Bauers auf dem Friedhof Tegel, August 2016

### Ehrungen
Herbert Bauer erhielt ein Ehrengrab des Landes Berlin. Es befindet sich auf dem Friedhof Tegel in der Abt. 7 R. 1- 5. Der Grabstein trägt die Inschrift „Polizeioberwachtmeister Herbert Bauer starb für die Freiheit.“. Ein Gedenkstein im Josef Brix–Felix Genzmer–Park am Edelhofdamm in Form eines stilisierten Grabkreuzes trägt dieselbe Inschrift. Bauers Name ist im Totengedenkbuch der Polizei im Berliner Polizeipräsidium verzeichnet. Seit dem 27. Juli 1991 ist an der Ecke von Edelhofdamm und Oranienburger Chaussee ein Mahnmal zum Gedenken an die Opfer der Berliner Mauer in Form eines Segments der Berliner Mauer mit einem davorgestellten Holzkreuz den an dieser Stelle Getöteten gewidmet. Die Namen Herbert Bauer und Michael Bittner hält eine kleine Tafel auf dem Kreuz fest.